# 別内線
別内線（ピョルレせん）は 大韓民国ソウル特別市京畿道南楊州市の別内駅から江東区の岩寺駅までを結ぶ広域鉄道である。ソウル交通公社8号線と直通している。2024年6月までに開業予定であったが、車両の安全性検証上の問題から試運転が5月末に延期されたため、同年8月10日開業となった。別内駅から4号線の別内ピョルガラム駅までの延伸計画とその区間の中間駅「別内中央駅(仮)」の新設計画があるが、現時点ではこの区間は開業の見通しはない。運営は、路線の所在地によって管轄が異なっており、ソウル特別市内はソウル交通公社が、九里市内は九里都市公社が、南楊州市内は南楊州都市公社がそれぞれ運営をしている

## 歴史
- 2015年12月17日：着工。
- 2024年8月10日：開業。

## 車両
8号線の既存車両と、5000系4次車、7000系4次車と同一設計とされる宇進産電製造の8000系3次車が9編成(821編成～829編成)追加導入された。なお追加導入に伴い、牡丹車両事業所の留置線拡大を行った。

## 駅一覧
- 別内駅、九里駅、岩寺駅以外は仮称だったが、後に駅名が決定した。

| 駅番号                                | 駅名               | 駅名           | 駅名                | 駅間キロ (km) | 累計キロ (km) | 接続路線                               | 所在地              | 所在地              |
| 駅番号                                | 日本語             | ハングル       | 英語                | 駅間キロ (km) | 累計キロ (km) | 接続路線                               | 所在地              | 所在地              |
| ------------------------------------- | ------------------ | -------------- | ------------------- | ------------- | ------------- | -------------------------------------- | ------------------- | ------------------- |
| 802                                   | 別内ビョルガラム駅 | 별내별가람역   | Byeollae Byeolgaram | 開業日未定    | 開業日未定    | ソウル交通公社：●4号線（榛接線） (408) | 京畿道              | 南楊州市            |
| 803                                   | 別内中央駅         | 별내중앙역     | Byeollae Jungang    | 開業日未定    | 開業日未定    |                                        | 京畿道              | 南楊州市            |
| 804                                   | 別内駅             | 별내역         | Byeollae            | 0.0           | 0.0           | 韓国鉄道公社：●京春線 (P124)           | 京畿道              | 南楊州市            |
| 805                                   | 茶山駅             | 다산역         | Dasan               | 3.1           | 3.1           |                                        | 京畿道              | 南楊州市            |
| 806                                   | 東九陵駅           | 동구릉역       | Donggureung         | 1.8           | 4.9           |                                        | 京畿道              | 九里市              |
| 807                                   | 九里駅             | 구리역         | Guri                | 1.2           | 6.1           | 韓国鉄道公社：●京義・中央線 (K123)     | 京畿道              | 九里市              |
| 808                                   | 長者湖水公園駅     | 장자호수공원역 | Jangja Lake Park    | 1.8           | 7.9           |                                        | 京畿道              | 九里市              |
| 809                                   | 岩寺歴史公園駅     | 암사역사공원역 | Amsa History Park   | 3.5           | 11.4          |                                        | ソウル特別市 江東区 | ソウル特別市 江東区 |
| 810                                   | 岩寺駅             | 암사역         | Amsa                | 1.1           | 12.5          | ソウル交通公社：●8号線（地下鉄8号線）  | ソウル特別市 江東区 | ソウル特別市 江東区 |
| ソウル交通公社8号線牡丹駅まで直通運転 |                    |                |                     |               |               |                                        |                     |                     |